# Casa Yanulaque
La Casa Yanulaque es un inmueble ubicado en la esquina de calles 18 de Septiembre y General Lagos en Arica, y perteneció una familia que promovió el plebiscito a favor del Perú en dicha ciudad en 1925. La familia Yanulaque (en griego, Γιαννουλάκης Giannoulakis) se encuentra aún entre las más acaudaladas de dicha ciudad. Actualmente funciona como Consulado General del Perú en Arica.

## Historia
En el siglo XIX se inicia la construcción del edificio.
En 1929, pasa a propiedad del Estado peruano por las disposiciones contenidas en el artículo 7º del Tratado de Lima.
Funcionó como cine, recinto consular y entre otros usos, albergó en sus amplios salones por varios años a la colonia peruana residente en Arica; agrupada en el "Círculo de Residentes Peruanos"; que mantenía en este recinto su sede social y un restaurante con preparaciones de la cocina peruana. Luego del terremoto de 1987 y debido a los daños sufridos no siguió en funcionamiento.
En el 2009 se inicia el proceso de restauración con la suscripción del Ministerio de Relaciones Exteriores del Perú en convenio con el Gobierno Regional y la Municipalidad Provincial de Tacna y el Banco de la Nación para la financiación. En 2009, se inician las coordinaciones el proceso de recuperación. En 2011, se inician las obras de restauración. El cónsul de Perú en Arica anunció que las obras de restauración terminarían en agosto de 2014.